# Sídliště Zbraslav

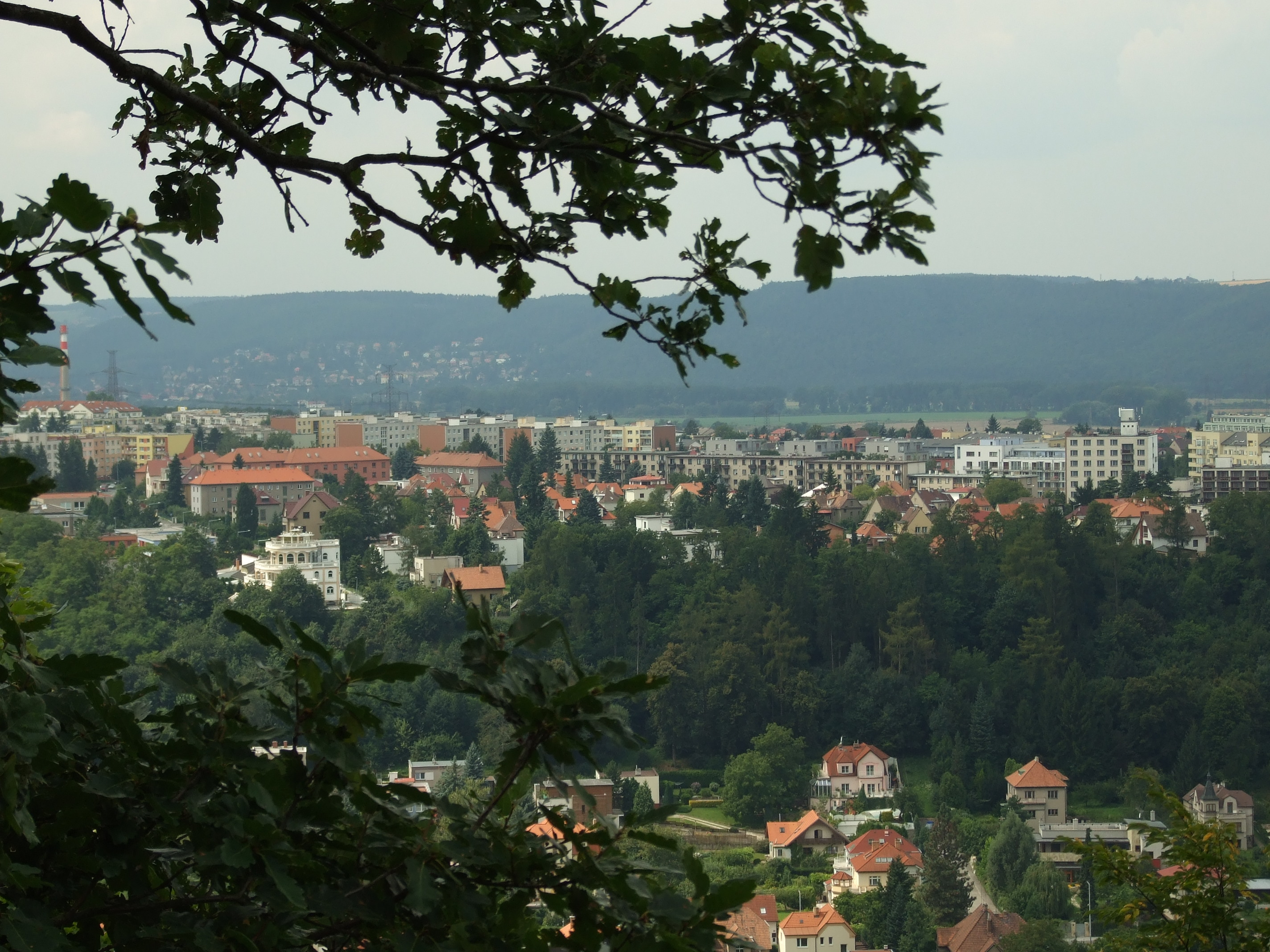

Sídliště Zbraslav je menší pražské sídliště nacházející se v městské části Praha-Zbraslav jihozápadně od centra této čtvrti.
Sídliště vzniklo v 70. letech 20. století brzy po připojení Zbraslavi k Praze (rok 1974).
Sídliště je obsluhováno autobusovými linkami 129, 241, 165, 242, 247, 261, 318 a 907.